# Robert M. Gray
Robert Molten Gray (* 1. November 1943 in der San Diego) ist ein US-amerikanischer Informationstheoretiker, insbesondere bekannt für Beiträge zur Datenkompression, speziell Vektorquantisierung.
Gray studierte Elektrotechnik am Massachusetts Institute of Technology (MIT) mit dem Bachelor-Abschluss und Master-Abschluss 1966 und wurde 1969 an der University of Southern California bei Robert A. Scholtz promoviert (Information rates and autoregressive sources). 1969 wurde er Assistant Professor und 1980 Professor an der Stanford University, an der er 1984 bis 1987 Direktor des Information Systems Laboratory war und Alcatel-Lucent Professor of Electrical Engineering wurde.
2008 erhielt er den Claude E. Shannon Award und die IEEE Jack S. Kilby Signal Processing Medal, 1993 den IEEE Signal Processing Society Award, 1998 den Golden Jubilee Award der IEEE Information Theory Society, 2000 die IEEE Third Millennium Medal und 1984 die Centennial Medal des IEEE. Er ist Mitglied der American Association for the Advancement of Science, der National Academy of Engineering (2007) und Fellow des IEEE. 1981/82 war er Guggenheim Fellow.
1981 bis 1983 war er Herausgeber der IEEE Transactions on Information Theory und er war Herausgeber von Foundations and Trends in Signal Processing.

## Schriften
- Toeplitz and Circulant Matrices: a review, 1971, Boston, Delft: Now Publishers 2006
- Probability, Random Processes and Ergodic Properties, Springer Verlag 1988, 2009
- mit Lee D. Davisson Introduction to Statistical Signal Processing, Cambridge University Press 1986, 2004
- Entropy and Information Theory, Springer Verlag 1990, 2011
- mit L. D. Davisson Random Processes, Prentice-Hall 1986
- mit J. G. Goodman:  Fourier Transforms: an introduction for engineers, Kluwer 1995
- mit Chee Son Won: Stochastic image processing, Kluwer 2004
- Source Coding Theory, Kluwer 1990
- mit A. Gersho: Vector Quantization and Signal Compression, Kluwer 1992
- Linear predictive coding and Internet protocol: a survey of LPC and a history of realtime digital speech on packet networks, Now Publishers 2010
- Herausgeber mit L. D. Davisson Data compression, Dowden, Hutchinson and Ross, 1976
- Herausgeber mit L. D. Davisson Ergodic and Information Theory, Dowden, Hutchinson and Ross 1977